# Mancomunidad Tierra del Pan
La mancomunidad "Tierra del Pan" es una agrupación voluntaria de municipios para la gestión en común de determinados servicios de competencia municipal, creada por varios municipios en la provincia de Zamora, de la comunidad autónoma de Castilla y León, España.
Tiene personalidad jurídica propia, además de la consideración de entidad local. Engloba una población de casi 5.000 habitantes diseminados en diferentes núcleos de población de las comarcas de Aliste, Tierra del Pan y Tierra de Alba.
Cuenta con un presupuesto general para 2015, de 184.500 euros.

## Municipios integrados
Almaraz de Duero, Andavías, La Hiniesta, Montamarta, Muelas del Pan, Palacios del Pan, Pino del Oro, San Pedro de la Nave-Almendra, Videmala, Villalcampo y Villaseco del Pan.

## Sede
La sede radicará en el Ayuntamiento de Andavías, sin perjuicio de que por causas apreciadas por el consejo de la mancomunidad, por mayoría absoluta legal de sus miembros, pueda ser trasladada a otro ayuntamiento. Su presidente (a fecha de 2008) es Manuel Arribas, alcalde de Muelas del Pan.

## Fines

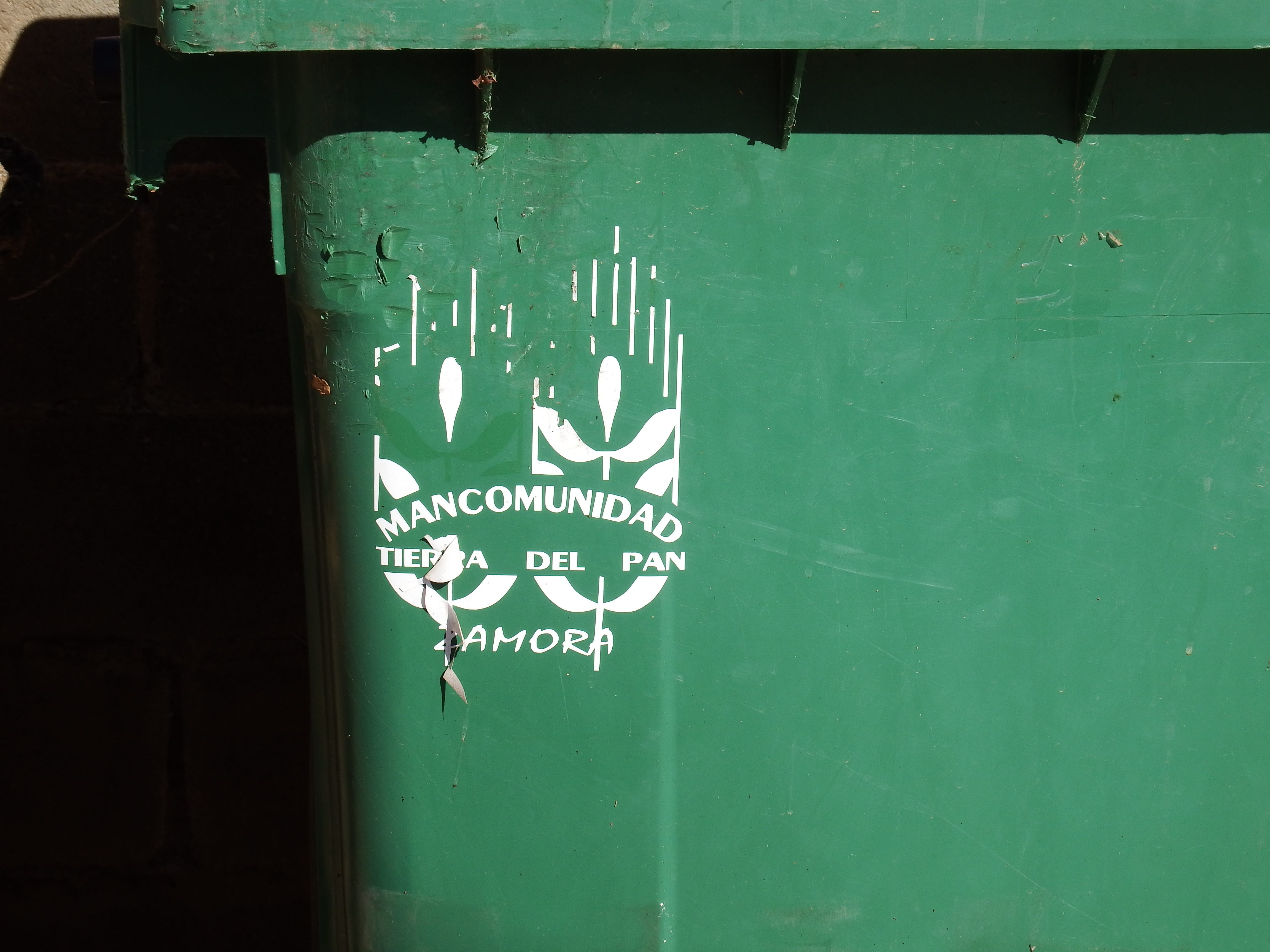
La recogida de residuos sólidos es una de las prestaciones de la Mancomunidad.

- Recogida y tratamiento de residuos sólidos urbanos.
- Limpieza, conservación y mantenimiento de las vías públicas.
- Conservación y mantenimiento del servicio municipal de alumbrado público.
- Conservación y mantenimiento del servicio de abastecimiento de agua, incluyéndose la lectura de contadores.

## Estructura orgánica
El gobierno, administración y representación de la Mancomunidad corresponde a los siguientes órganos: presidente, vicepresidente, consejo de la mancomunidad y comisión de gobierno si debido a la incorporación de nuevos municipios, el consejo de la mancomunidad lo acuerda por mayoría absoluta.